# Göteborgsoperan

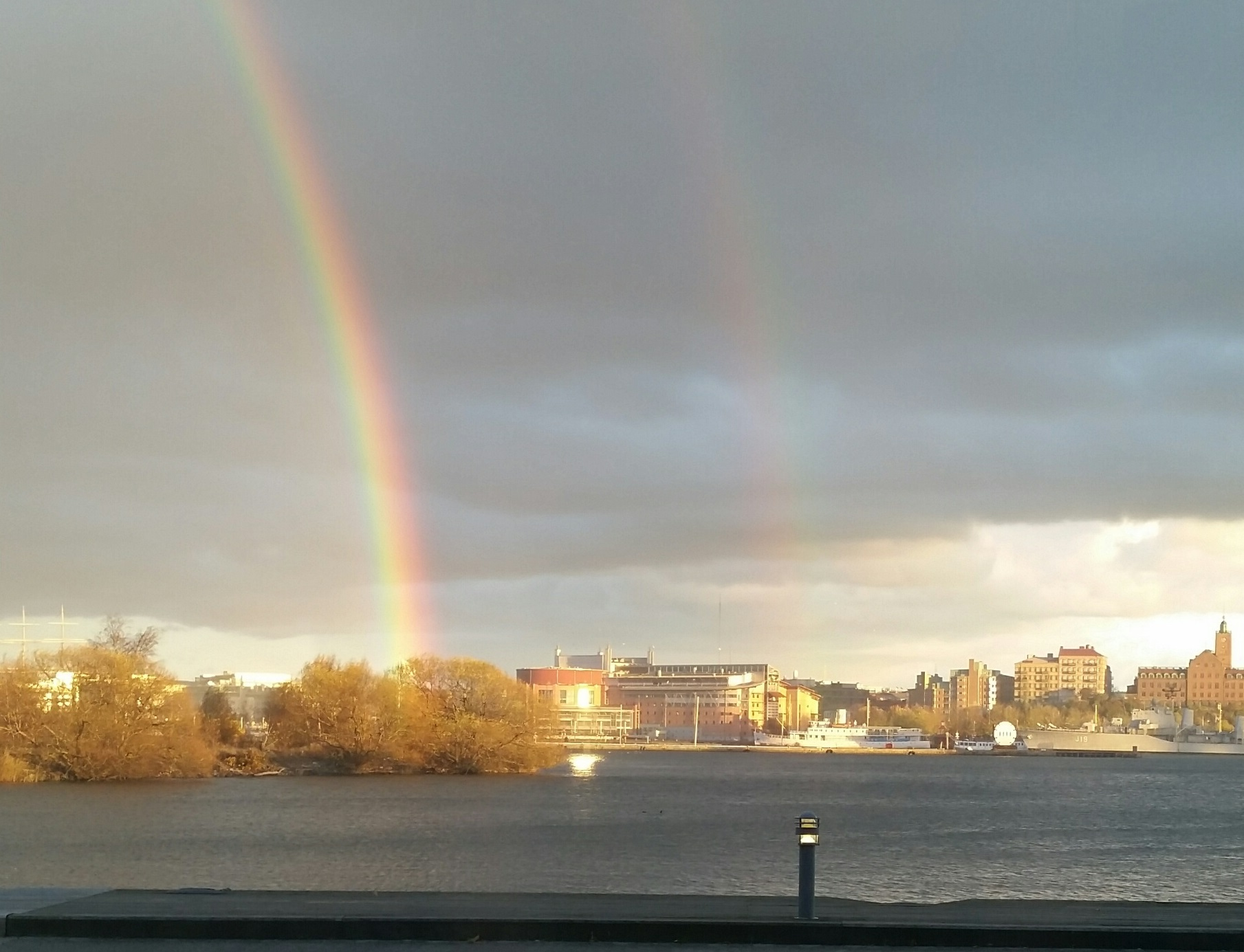
Göteborgsoperan med dubbel regnbåge

Göteborgsoperan är ett operahus vid Lilla Bommen i Göteborg, på Göta älvs södra strand. Adressen är Christina Nilssons Gata. Operahuset ligger vid Packhuskajen ungefär där Länscellfängelset låg tidigare. Göteborgsoperan drivs som ett bolag, vilket är helägt av Västra Götalandsregionen.

## Invigningen
Med start den 30 september 1994 skedde invigningen av operan under tre kvällar i rad. Den officiella invigningsgalan var följande kväll i närvaro av det svenska kungaparet och inbjudna gäster. Vid ett fingerat trekungamöte på operans stora scen förklarade kungarna "Gustav II Adolf", "Gustav III" och Carl XVI Gustaf operahuset för invigt. Sjösättning blev det den tredje kvällen då operahuset hälsades välkommet till kajen av sin gudmor, hovsångerskan Birgit Nilsson.
Rubriken på det stjärnspäckade programmet löd En makalös invigning! Första kvällen samlades publiken till De tusen saxarnas afton, vilket skulle anknyta till "De tusen spadtagen" den 3 juni 1991, dagen då de första tusen spadtagen togs för operahuset. Kvällen därpå var det officiell invigningsgala, med närvaro av kungaparet och inbjudna gäster. Vid ett fingerat trekungamöte uppe på scen förklarade kung Carl XVI Gustaf samt "Gustav II Adolf" och "Gustav III" operahuset invigt. Sjösättning blev det den tredje kvällen, då operahuset inlemmades i hamnmiljön och hälsades välkommen till kajen av sin gudmor, hovsångerskan Birgit Nilsson, som önskade "Göteborgsoperan dess lycka och framgång på de sköna konsternas outsinliga ocean".

## Byggnaden

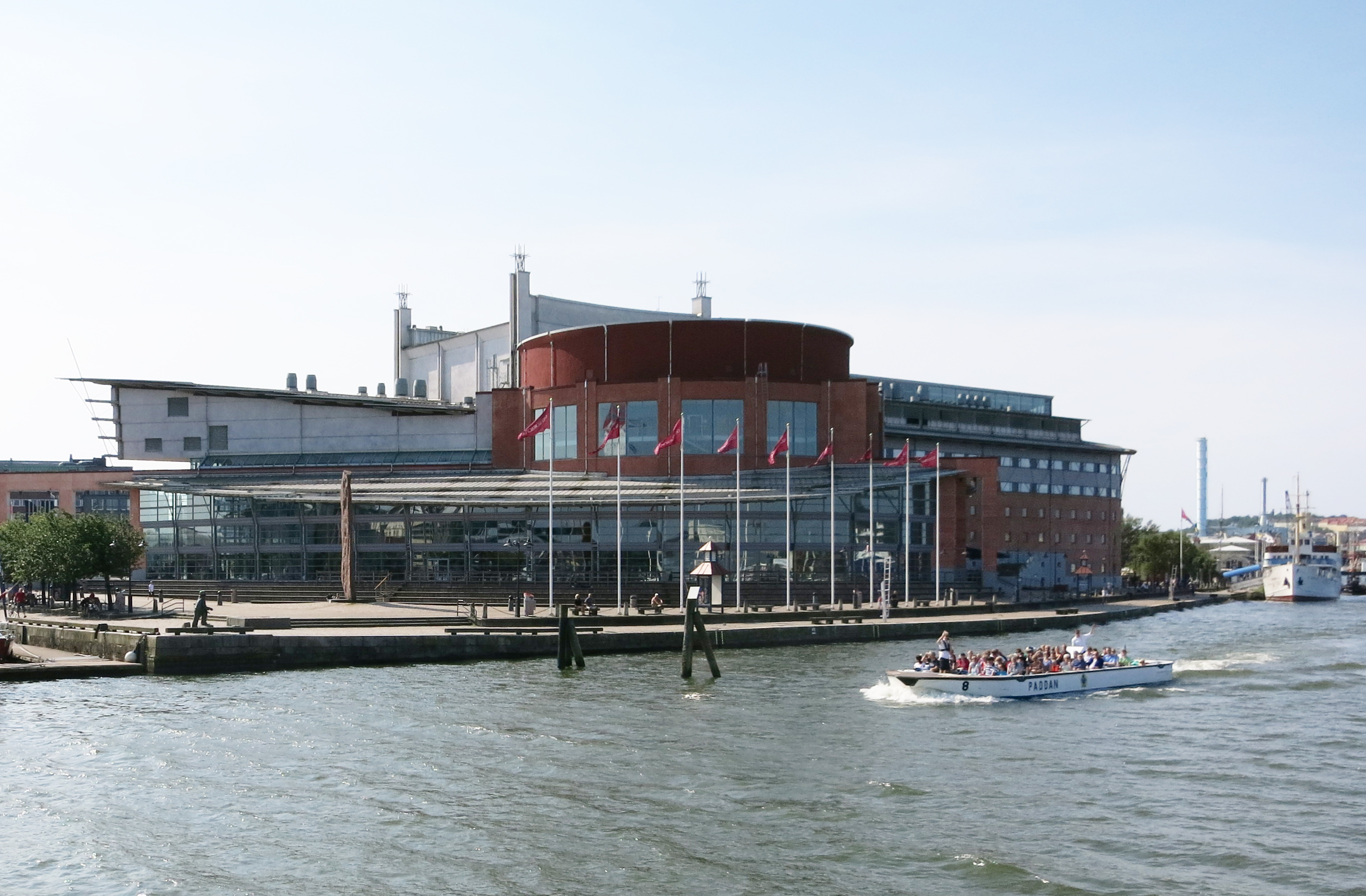
Göteborgsoperan sedd från älven

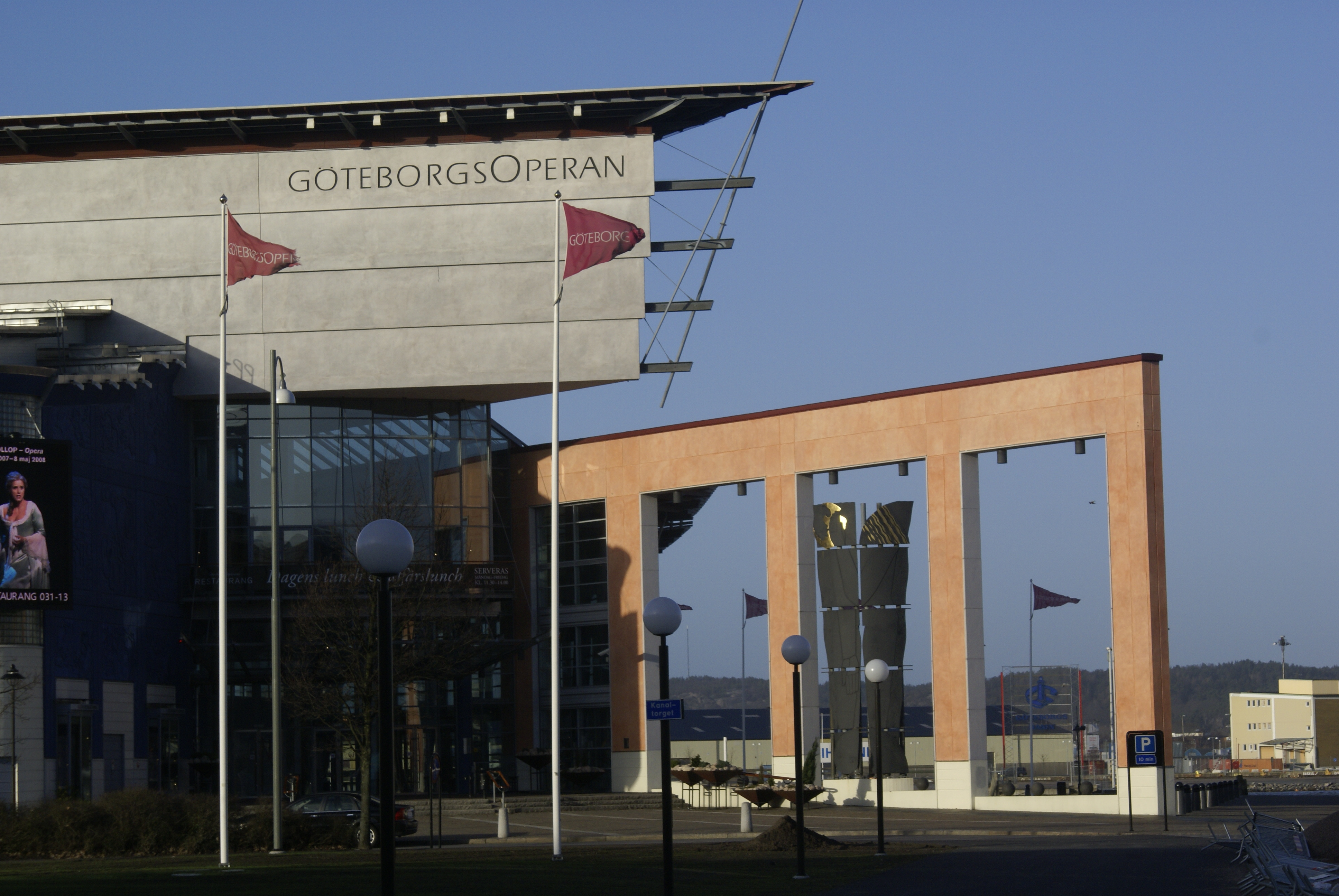
Göteborgsoperan

Markbrytningen för operabygget startade i juni 1991 och byggnaden stod färdig i oktober 1994 till en kostnad av 558 miljoner kronor. Beställare var Göteborgs Stad och finansiärer var: staten med 347 miljoner; kranskommunerna Ale, Härryda, Kungsbacka, Kungälv, Lerum, Mölndal, Partille och Öckerö med 63 miljoner; Göteborgs Stad med 28 miljoner; cirka 500 företag i regionen med 117 miljoner samt enskilda personer genom köp av grundplåtar med 3 miljoner. Konsortiet OPERAtörerna och SKANSKA VÄST AB-SIAB fungerade som totalentreprenörer och arkitekt var Lund & Valentin arkitekter. Resultatet blev en opera i världsklass med sitt auditorium i klassisk stil och med  1 276 platser på parkett och balkong (cirka 1 300). På operans repertoar finns föreställningar inom opera, balett och musikaler, konserter med mera.
Operan har måtten: 160 meter lång och 85 meter bred. Huset är 32 meter högt och har en golvareal på 28 700 kvadratmeter. Huvudscenen har måtten 20x25 meter (500 kvadratmeter) med en scenöppning på 9 meter, samt två sidoscener (18x18 meter) och en bakscen (17x17 meter). Fyra stycken steglöst rörliga podier (15x14 meter) samt en vridscen som är 14 meter i diameter, rörlig framåt/bakåt och i sidled. Stora scenen lyses upp av 1 000 spotlights med 250 automatiska färgväxlare (scrollers) samt 51 moving heads i den fasta riggen och 900 dimmers. Göteborgshumorn har kallat byggnaden för bland annat "Tenorasken", "Ackordcentralen" och "Kal-sången".[källa behövs]
Arkitekten, Jan Izikowitz, inspirerades av landskapet och han beskriver byggnaden som:
| ” | Någonting som får ens sinne att sväva över det snirklande landskapet som vingarna på en fiskmås. Dess form ska vara inspirerat av dess placering det imponerande med svårfångade landskapet med sina ljus och öppenhet, till hamnens konkreta tekniska konstruktioner; broarna elegant svävande över vattnet; den uppenbara inramningen av hamnkranarna, styrkan, mjukheten och elegansen av ett skepps fartygskropp, fiskmåsarnas vingar och det felfria strömlinjeformade skepnaden av ett segel. | „ |

Precis vid kajen mot Göta älv, där operan ligger, fanns på 1800-talet två byggnader i älven med bassänger. Det var Simskolorna som låg här mellan 1835 och 1850.

## Repertoar

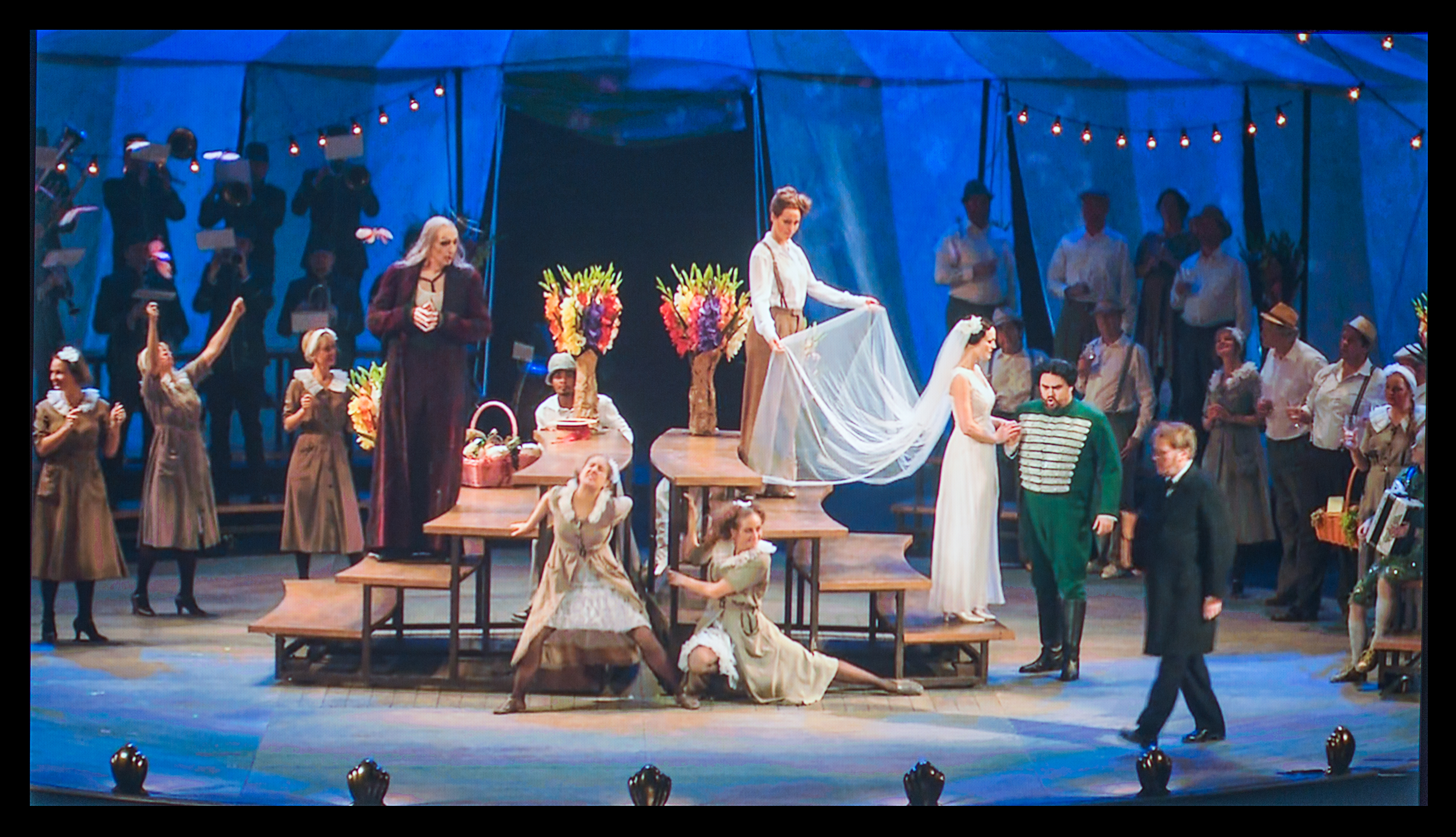
L'elisir d'amore sattes upp 2013.

Sedan starten 1994 fram till 2006 hade över 270 olika föreställningar satts upp på operan. Den allra första operauppsättningen var Aniara, följt av Figaros bröllop och Madama Butterfly. Bland de många baletter som satts upp syns Romeo och Julia, Nötknäpparen och Våroffer. Bland musikalerna märks Kristina från Duvemåla, West Side Story, Les Miserables, Miss Saigon, Sound of Music, Cats, My Fair Lady, Mary Poppins, Guys and Dolls och Chess.

## Solister genom åren

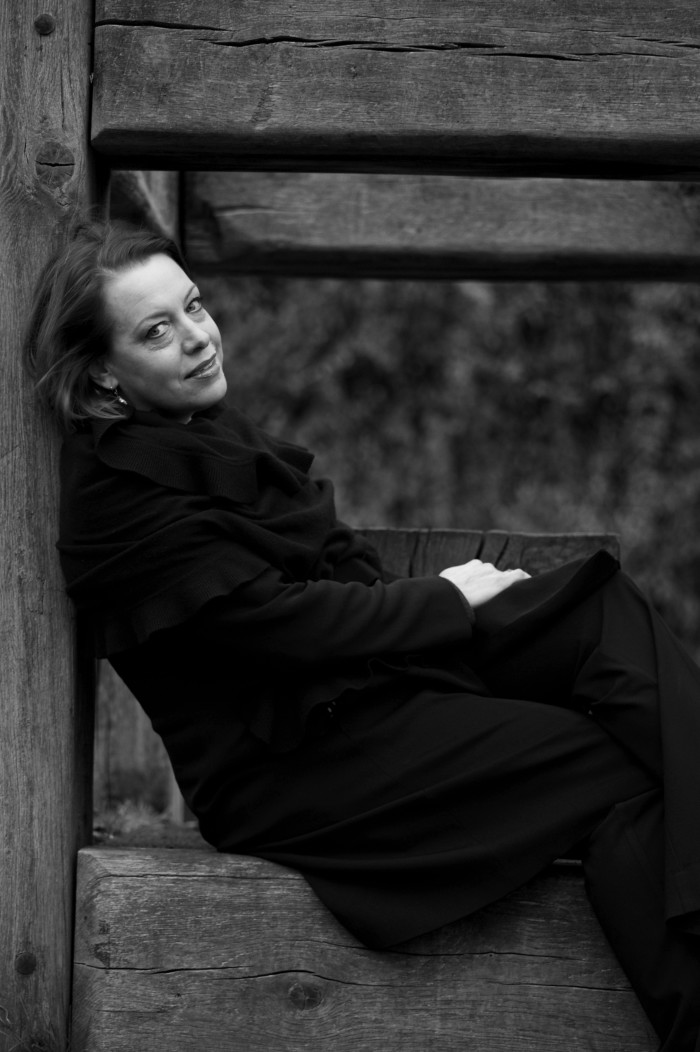
Nina Stemme som fick sopranstämman i operan Notorious specialskriven för sin röst av kompositören Hans Gefors.

Bland de sångare som sjungit på Göteborgsoperan genom åren märks:
- Gunnel Bohman, (kejsarinnan i Die Frau ohne Schatten, titelrollen i Fidelio)
- Katarina Dalayman, (Tosca, Elisabeth i Tannhäuser)
- Misha Didyk, (Hermann i Spader dam, Pinkterton i Madama Butterfly)
- Karin Ingebäck, (Madame Cortese i Il viaggio a Reims, Susanna i Figaros bröllop, Pamina i Trollflöjten, Olympia i Hoffmans äventyr, Frascita i Carmen, Woglinde i Rhenguldet)
- Anders Larsson (operasångare), (Greven i Figaros bröllop, Mandryka i Arabella, Goya i Den döves hus, Marcello i La Bohéme, Guglielmo i Cosi fan tutte, Escamillo i Carmen)
- Romelia Lichtenstein, (Violetta i La traviata)
- Peter Mattei, (Titelrollen i Don Juan, titelrollen i Billy Budd)
- Annalena Persson, (Sieglinde i Valkyrian, titelrollen i Madama Butterfly, Kundry i Parsifal, Den främmande prinsessan i Rusalka, Emilia Marty i Fallet Makropulos)
- Nadine Secunde, (Isolde i Tristan och Isolde)
- Nina Stemme, (Tosca, Elisabeth i Tannhäuser, Fältmarskalkinnan i Rosenkavaljeren, titelrollen i Arabella, Alicia Hauser i Notorious)
- Ingvar Wixell, (Invigningen 1994, Scarpia i Tosca)

Även tillställningar som Melodifestivalen 2000 och Guldbaggegalan har hållits här.

## Göteborgsoperans Danskompani
Göteborgsoperans Danskompani består av 38 dansare från hela världen som arbetar heltid på Göteborgsoperan. Det senaste decenniet har kompaniet gått från att dansa klassisk balett till att bli ett renodlat nutida danskompani. Isländska Katrín Hall är konstnärlig ledare för kompaniet sedan 1 augusti 2016.

## Chefer och konstnärliga ledare
Se: Lista över svenska operachefer

## Göteborgsoperans Vänners stipendium
Göteborgsoperans Vänner delar varje år stipendier till förtjänta medarbetare vid Göteborgsoperan. Här följer en förteckning på vilka artister och övriga medarbetare, som erhållit stipendium de senaste åren:
- 1999 – Karin Ingebäck
- 2004 – Markus Schwartz[7]
- 2006 – Göteborgsoperans orkester och kör.
- 2008 – Ann-Kristin Jones.[8]
- 2009 – Åke Zetterström.[9]
- 2010 – Anders Lorentzson,[10] och Rekvisitan.
- 2011 – Mia Ringblom-Hjertner och Ida Rosén.[11]
- 2012 – Henriikka Gröndahl, Anna Lilja,[12] Nina Ewald, Teresa Indebetou.
- 2013 – Mia Karlsson,[13] Erika Sax,[14] Eva-Lotta Ohlsson Hultman.[15]
- 2014 – Karin Holm[16] och Jonas Olofsson.[17]
- 2015 – Carolina Sandgren och Joakim Brink.[18]
- 2016 – Anna Johansson[19] och Annalena Persson.[20]
- 2017 – Mattias Ermedahl och Joakim Kallhed.[21]
- 2018 – Ann-Kristin Jones och Marco Stella.[22]
- 2019 – Tobias Ahlsell, David Lundqvist och Anders Wängdahl.[23]
- 2020 – Lisa Fröberg, Tomas Lind och Mats Persson.[24]
- 2020 – Mathias Graffner, Pontus Sköldberg och Viktor Werlenius.[24]
- 2021 – Anders Ottosson.[25]
- 2022 – Katarina Giotas och Hannes Öberg.[26]
- 2023 – Kerstin Avemo och Lars Hjertner
- 2024 – Mia Karlsson och Mats Sköldberg.[27]
- 2025 – Susanne Albertus, Kristian Lindroos och Daniel Olmarker.[28]

## Bakgrund – historik

### Götaplatsen eller Avenyen
År 1959 föreslog regissören vid Göteborgs stadsteater, Carl Johan Ström, att en ny musikteater skulle uppföras bredvid Stadsteatern på den tomt vid Götaplatsen där senare det nya Göteborgs stadsbibliotek kom att förläggas. Musikteatern skulle därigenom få närhet till Stadsteatern och Göteborgs konserthus. Ett förslag till en radikal ombyggnad av "Storan" (Stora teatern) presenterades 1962 av arkitekt Per-Axel Ekholm på stadens uppdrag. Förslaget innebar att salongen utvidgades bakåt med cirka 230 nya platser, och en stor tillbyggnad för scenutrymmen motsvarande Storans halva volym projekterades i avvikande stil sydväst om teatern. Kostnaden beräknades till 19 miljoner kronor. Konserthusarkitekten Nils Einar Eriksson lade 1963 fram ett originellt förslag till utbyggnad av konserthuset med en teatersalong för 1 300 platser västerut jämte scenutrymme och en enda sidoscen. Kostnaden beräknades då till 30 miljoner kronor. Förslaget, som avsågs vara en nära knytning mellan verksamheterna, avslogs som scentekniskt för djärvt.

### Gamla högskoletomten
På hösten 1964 beslöt Göteborgs Stads Fastighetskontor att byggnadsfirman F O Peterson & Söner skulle få i uppdrag att i första hand bestämma den nya teaterbyggnadens volym, i andra hand gå igenom och värdera tänkbara alternativ till möjliga placeringar. 
Man vaskade fram sexton, rimliga förslag: 
- 1. Gamla latinläroverket – Hvitfeldtsplatsen
- 2. Gamla Sahlgrenska – Grönsakstorget
- 3. Kungstorget
- 4. Arkaden, Östra Hamngatan - Södra Hamngatan - Fredsgatan - Drottninggatan
- 5. Östra Nordstaden
- 6. Slussplatsen - Stora Nygatan - Drottninggatan - Östra Larmgatan
- 7. Kungsparken
- 8. Stora Teatern
- 9. Gamla Högskolan och kvarteret Visborg, Nya Allén, Södra Vägen - Storgatan - Kungsportsavenyen
- 10. Hedens västra hörn - Margaretaskolan
- 11. Trädgårdsföreningens västra del - Södra Vägen
- 12. Trädgårdsföreningens norra del - Slussgatan
- 13. Vasa Läroverk, Vasagatan – Erik Dahlbergsgatan – Engelbrektsgatan - Karl Gustavsgatan
- 14. Götabergsgatan - Vasagatan - Chalmersgatan - Kristinelundsgatan
- 15. Sten Sturegatan
- 16. "Cirkustomten" - Södra Vägen - Berzeliigatan.

Teatern projekterades för 1 200 åskådarpatser och 100 orkestermusiker. Golvytorna beräknades till 25 000 kvadratmeter på tio olika plan och byggnadsvolymen till drygt 81 000 kubikmeter. De huvudsakliga kriterierna utgjordes av: 1. Stadsbild och miljö 2. Kulturell referens 3. PR-värde 4. Kollektivtrafik 5. Parkering 6. Genomförbarhet.
Den kostnadskrävande utredningen resulterade i att tre alternativ granskades närmare; 9, 10 och 11. Men man skriver också att "Förslaget Gamla Högskolan + kv. Visborg (9) med dess självklara avenyläge har emellertid ansetts såsom helt överlägset. De övriga två har i utredningens tycke båda en smak av kompromissalternativ, något som knappast kan vara förenligt med Göteborgs nya lyriska teater."
Det hela mynnade ut i en rekommendation att välja "Gamla Högskolans tomt" (hörnet av Nya Allén och Kungsportsavenyn) för själva salongen och hela Kv. Visborg söder därom till scenhuset. De båda delarna skulle sammanbyggas över Parkgatan, som därmed skulle passera genom byggnaden. Dåvarande fastighetsdirektören Oscar Hansson ville i stället förorda Heden.
Den 17 oktober 1968 beslöts att AB Göteborgs Lyriska Teater och Göteborgs Orkesterförening skulle slås samman och övertas av ett kommunägt bolag, Göteborgs Teater och Konsertaktiebolag.

### Trädgårdsföreningen
Efter några försök att placera teatern i sluttningen på Götaplatsen istället för Konsthallen eller att slås samman med Stadsteatern beslutade kommunfullmäktige 1967 att teatern skulle förläggas till Trägårns norra del. Teatern skulle stå färdig 1974 och gamla "Storan" skulle leva vidare som extrascen för Musikteatern, Stadsteatern eller som ersättare för Folkteatern eller kombinationer häremellan. Kostnaden för nybyggnaden uppskattades till 40 miljoner kronor. En arkitekttävling utlystes, och vid tävlingstidens utgång den 10 oktober 1968 hade 102 tävlingsförslag inkommit från de fyra nordiska ländernas arkitekter. I maj 1969 beslutades att Lund & Valentin arkitekter skulle rita den nya teatern. De politiska motsättningarna omöjliggjorde dock ett igångsättande av bygget. Byggkostnaden växte därefter från 40 miljoner kronor 1969 till 70 miljoner kronor 1973.

### Övriga
Ytterligare förslag till placering av en musikteater inkom; en tomt vid Korsvägen intill Liseberg, vilken tidigare stadsplanelagts för ett storhotell; en nybyggnad direkt ansluten till Storan och placerad tvärs över Vallgraven med huvudentrén mot Kungstorget; på Prippstomten vid Stampen eller vid Gamla Ullevi; en opera nere vid Hamnen, exempelvis i slutet av Östra Hamngatan; inom själva Lisebergsområdet på platsen för den nedbrända konserthallen.

### Heden
Men Heden återkom ständigt i debatten. Huvudförslaget utmynnade i en överdäckning av Heden med alla trafikfunktioner i ett undre och parkytor i ett övre plan och teatern i det nordvästra hörnet. Övriga byggnader på Heden skulle successivt rivas. Teatern skulle här få den fria rymd den behövde och ett centralt läge med bästa tänkbara trafikförhållande. Huvudentrén skulle hamna i Vasagatans förlängning och sceningångenen mot Parkgatan.

### Kampanj mot operabygget
När Göteborgs kommunpolitiker i slutet av 1970-talet ville bygga Göteborgsoperan för 100 miljoner startades en kampanj mot planerna. Många kända artister, exempelvis Kent Andersson och Sven Wollter, engagerade sig i frågan och kampanjen samlade in 109 000 namnunderskrifter mot det planerade operabygget. Ett protestmöte på Scandinavium samlade 7 200 personer, vilket torde vara det största inomhusmötet som hållits i Sverige sedan metallstrejken 1945.

### Gamla Ullevi
De först kontakterna mellan staten och de västsvenska landstingen under 1983, visade att tanken på ett nytt teaterhus stöddes av alla. Ytterligare ett steg i processen togs när Göteborgs kommunfullmäktige den 28 februari 1985, med stor enighet beslutade att en ny teaterbyggnad skulle uppföras på platsen för Gamla Ullevi. Entré och huvudfasad skulle ligga mot Parkgatan och bakom teatern skulle ett långsmalt parkeringshus byggas med plats för 800 bilar. Göteborgs kommunstyrelse beslutade den 20 februari 1985 att genomföra en förstudie som skulle klargöra innehåll, omfattning och utformning av ett nytt teaterhus, ett uppdrag som gick till Göteborgs Teater- och Konsertaktiebolag. En enig bedömningskommitté beslöt den 31 oktober 1986 att rekommendera arkitekt Carl Nyréns förslag som grund för projektering och utförande. Målsättningen var att musikteatern skulle invigas på hösten 1992. Nyréns hus påminner mycket om det förslag som slutligen genomfördes och blev GöteborgsOperan.